# Agia Ekaterini (Iraklio)

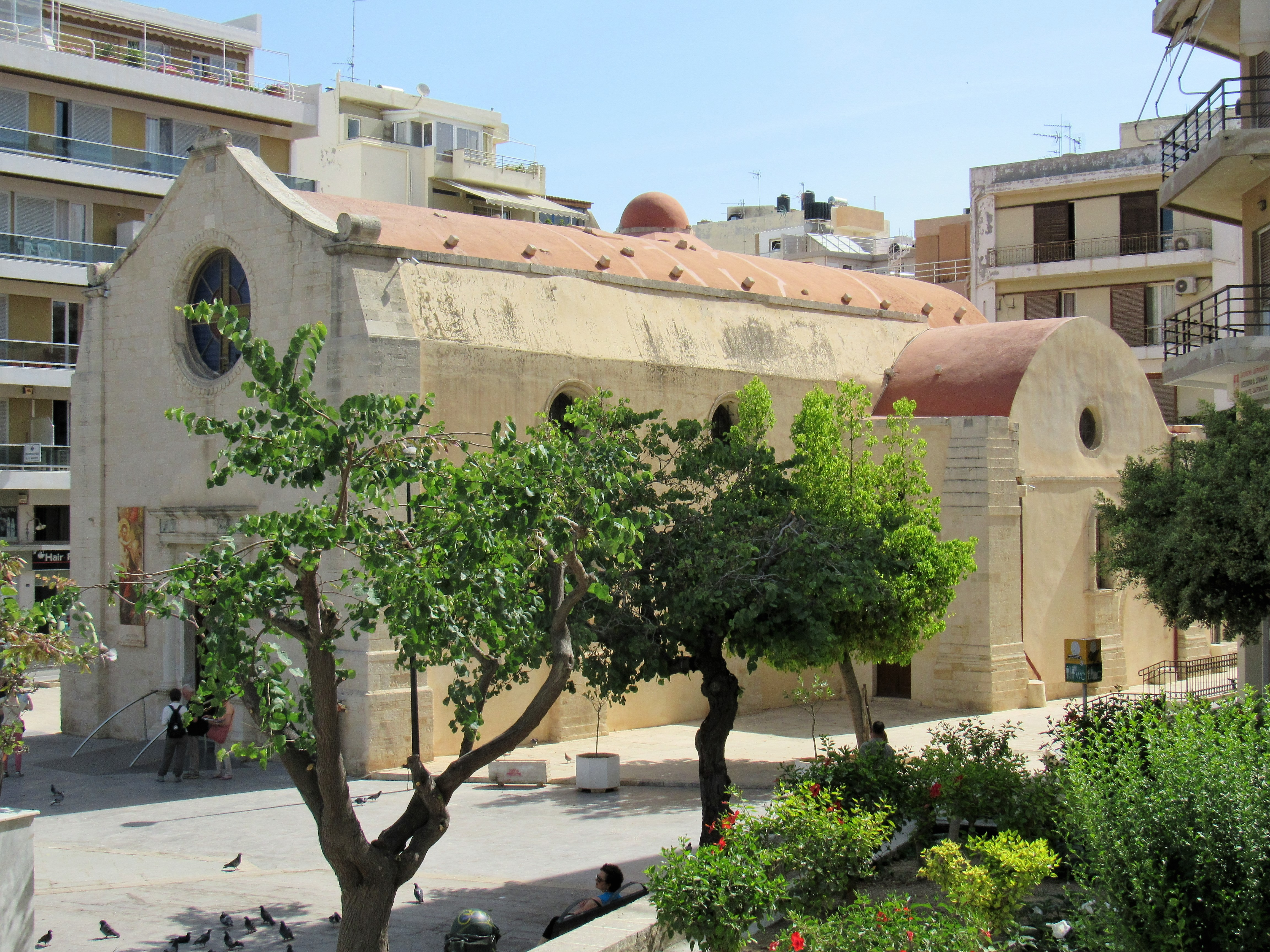
Agia Ekaterini

Die ehemalige Kirche Agia Ekaterini (griechisch Αγία Αικατερίνη) in Iraklio ist das baulich erhaltene Zentrum des gleichnamigen Klosters, eines Metochi des berühmten Katharinenklosters im Sinai. Sie beherbergt heute ein Ikonenmuseum.

## Lage
Agia Ekaterini liegt an der nach ihr benannten Platia Agias Ekaterinis nordöstlich der größeren Minas-Kathedrale im Zentrum der kretischen Hauptstadt Iraklio.

## Geschichte
Nach dem Fall Konstantinopels im Jahre 1453 begann ein Exodus byzantinischer Künstler und Gelehrter aus der jetzt osmanisch beherrschten Stadt in den Herrschaftsbereich Venedigs. Besondere Anziehungskraft übte Kreta auf sie aus, das als Regno di Candia eine christliche Insel im östlichen Mittelmeer bildete und zum Zentrum der byzantinischen Kultur in der griechischen Welt wurde. Am Katharinenkloster in Iraklio, einer Dépendance (Metochi) des sinaitischen Katharinenklosters, wurde – ähnlich einer Universität – Theologie, Philosophie, Rhetorik, geistliche Musik und Ikonenmalerei unterrichtet. Der kreto-venezianische Adlige Andrea Cornaro, vermutlich ein Bruder des Dichters Vitsentzos Kornaros, der hier ausgebildet worden war, gründete um 1590 die Accademia degli stravaganti (Ακαδημία των Στραβαγκάντι).
In der sakralen Malerei führte der rege kulturelle Austausch zwischen Italien und Kreta zu einer starken wechselseitigen Beeinflussung und kulturellen Befruchtung. Die der Tradition der byzantinischen Malerei entstammenden Künstler auf Kreta übernahmen Aspekte der Malweise und insbesondere der Maltechnik und Darstellungsweise aus dem Italien der Renaissance und verschmolzen sie mit der byzantinischen Tradition. So entstand hier eine als „Kretische Schule“ bekannt gewordene Schule der Ikonenmalerei, als deren bekannteste Vertreter Michail Damaskinos, der als El Greco bekannte Dominikos Theotokopoulos, Angelos Akotantos, der als Theophanes der Kreter bekannte Theophanes Strelitzas, Georgios Klontzas, Ioannis Kornaros, Emmanuel Lombardos und Emmanuel Tzanes genannt werden.

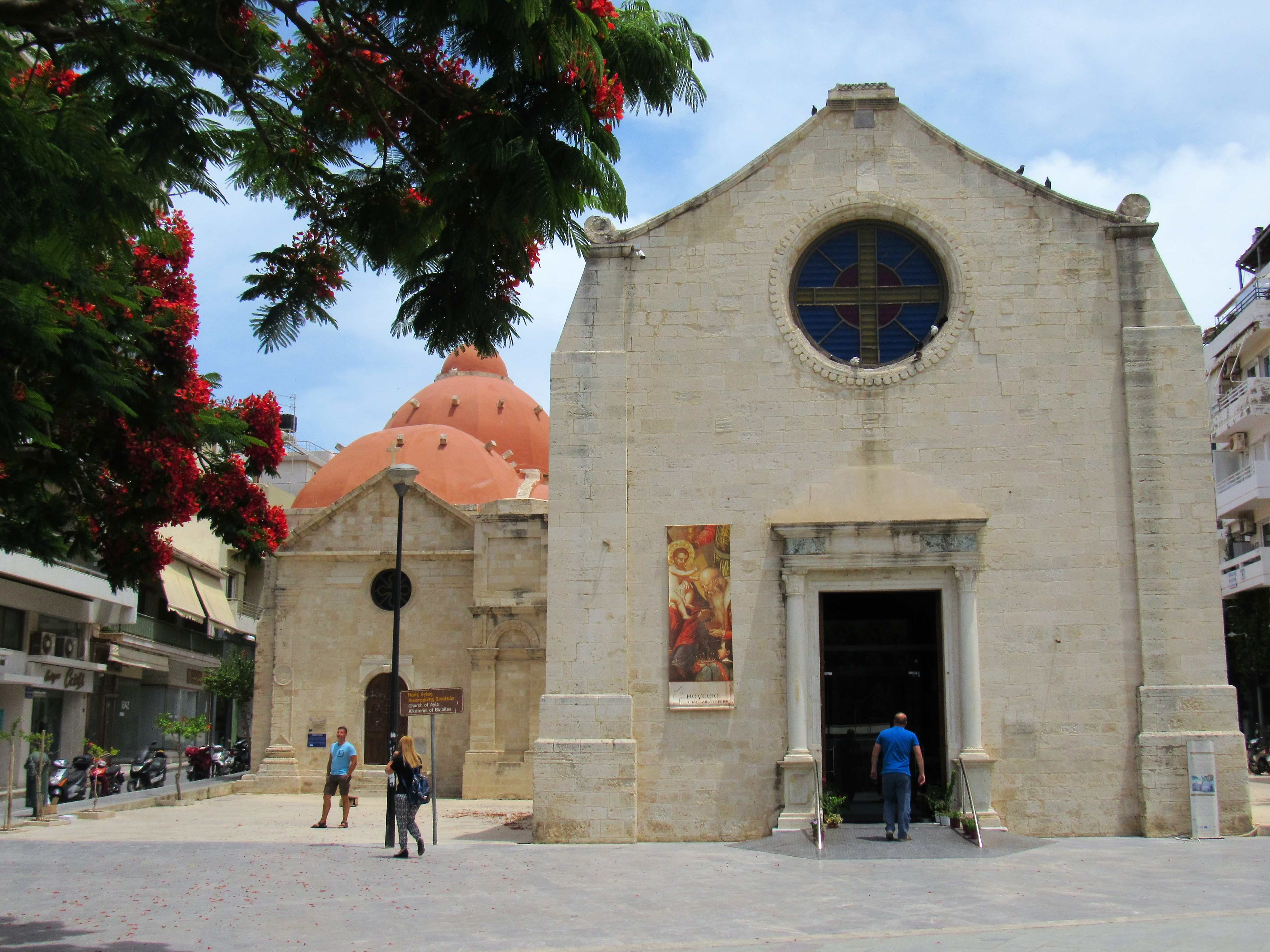
Agia Ekaterini (links die Seitenkapelle)

## Bauwerk
Die Kirche Agia Ekaterini wurde 1555 als Zentrum des Klosters errichtet. Der Grundriss ist der eines lateinischen Kreuzes. Der Baukörper wird durch ein Spitzbogen-Tonnengewölbe abgeschlossen.
In der zweiten Hälfte des 16. Jahrhunderts wurde im Norden ein Parekklesion (Seitenkapelle) angeschlossen, das den Heiligen Zehn Märtyrern von Kreta (Άγιοι Δέκα, Agii Deka) geweiht wurde. Diese Seitenkapelle wird von einer Kuppelkonstruktion gekrönt, die eine Mischung aus venezianischen und islamischen Architekturelementen darstellt: Der Tambour ruht nicht auf den in der byzantinischen Baukunst üblichen Pendentifs, sondern wie bei Moscheebauten auf Trompen. Die Kuppel und die Trompen werden von gotischen Rippen unterstützt.

## Museum
Die dem Erzbistum von Kreta gehörende Kirche dient seit 1967 als Museum für christliche Kunst. Es beherbergt eine Ausstellung byzantinischer Ikonen und religiöser Objekte (Manuskripte, Gewänder, Fresken) aus sechs Jahrhunderten Geschichte der orthodoxen Kirche (14. bis 19. Jahrhundert).
Unter anderem werden sechs Werke des Malers Michail Damaskinos gezeigt.

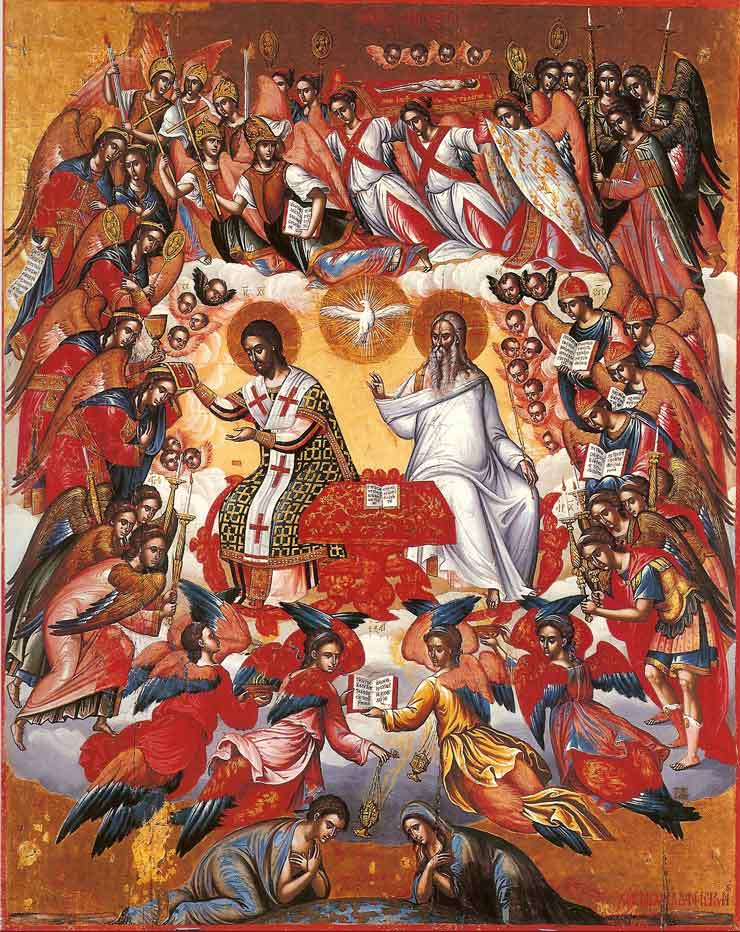
Michail Damaskinos: Die Hl. Liturgie
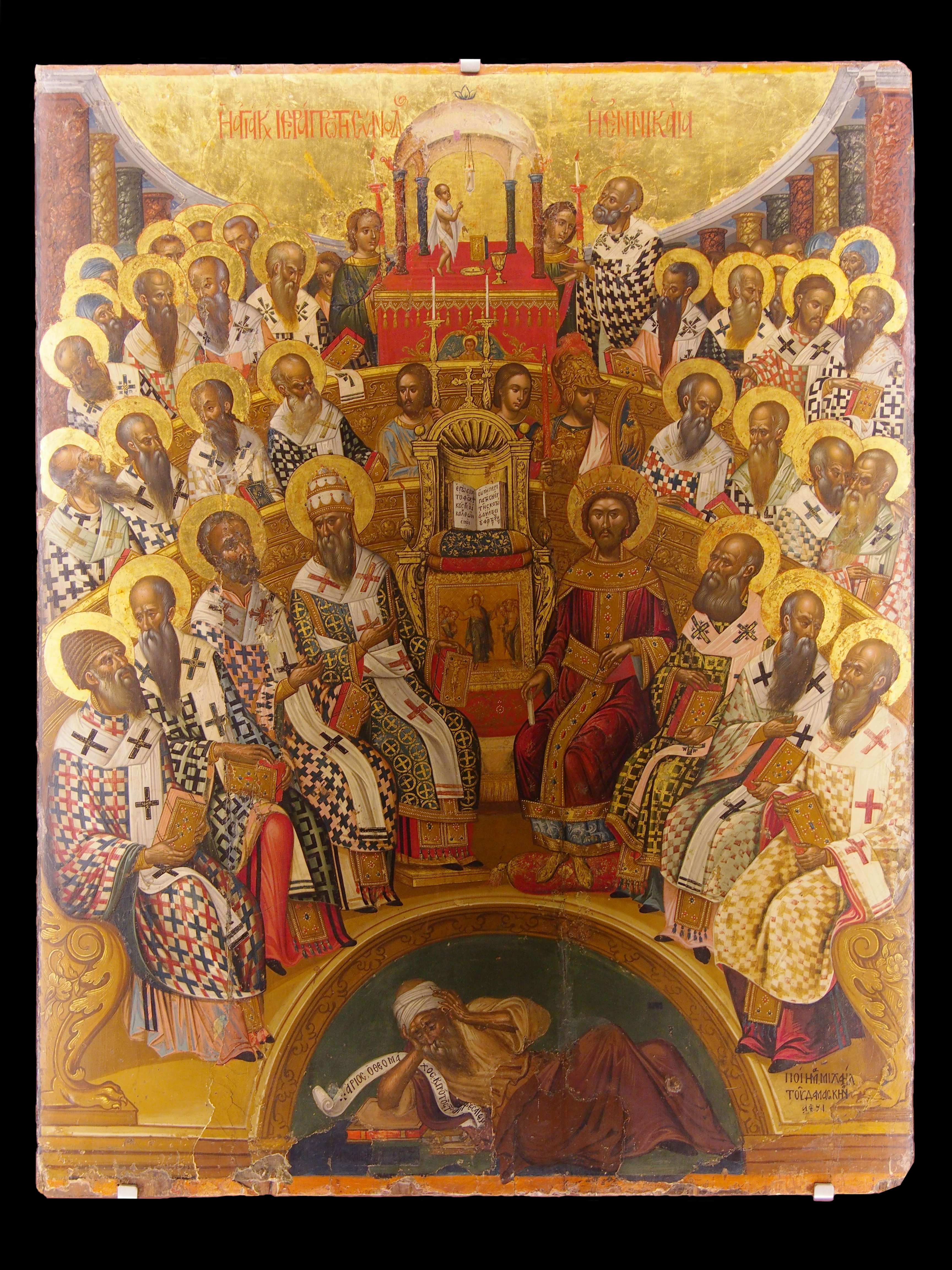
Michail Damaskinos: Das erste Ökumenische Konzil
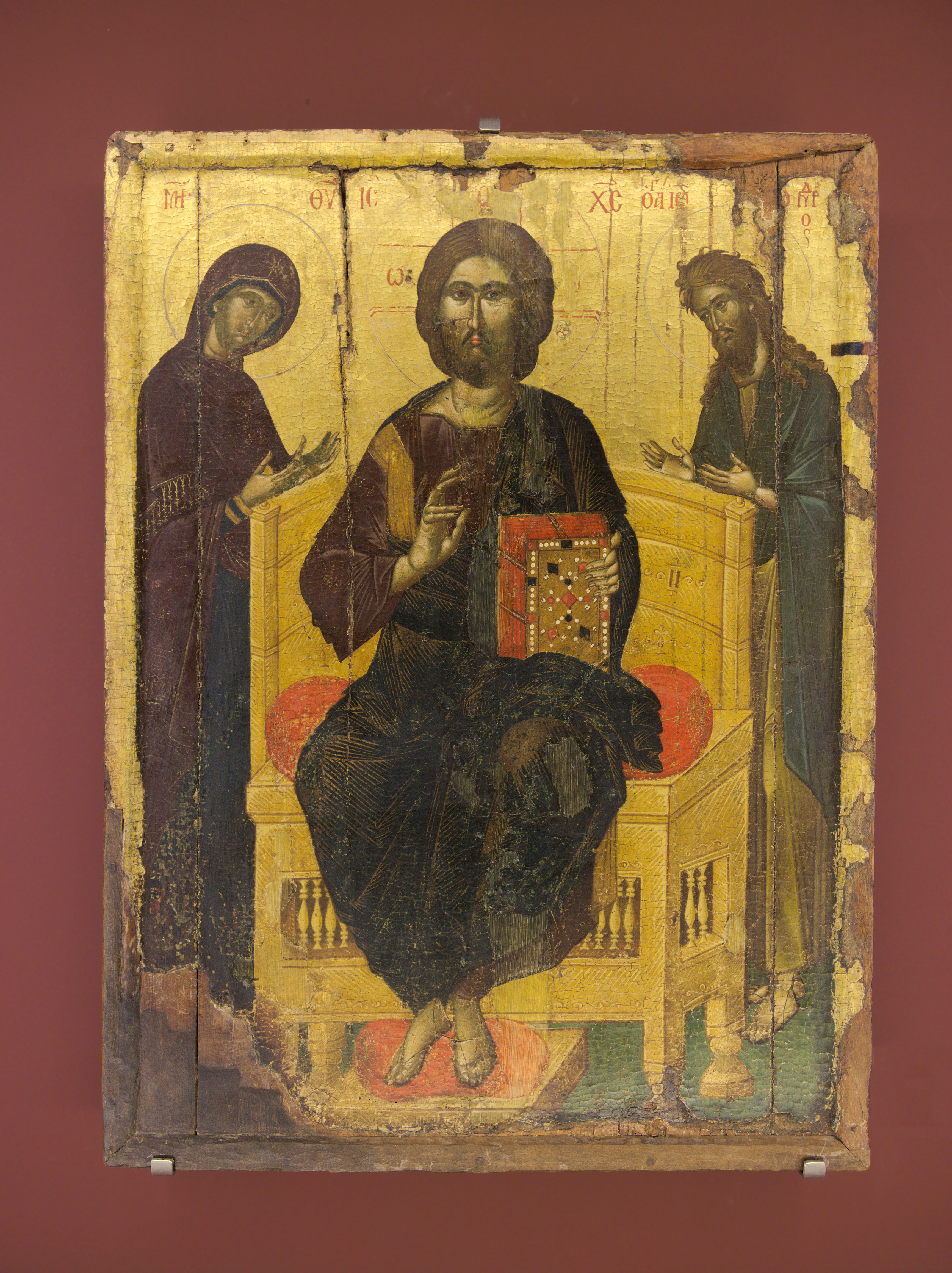
Deësis-Ikone
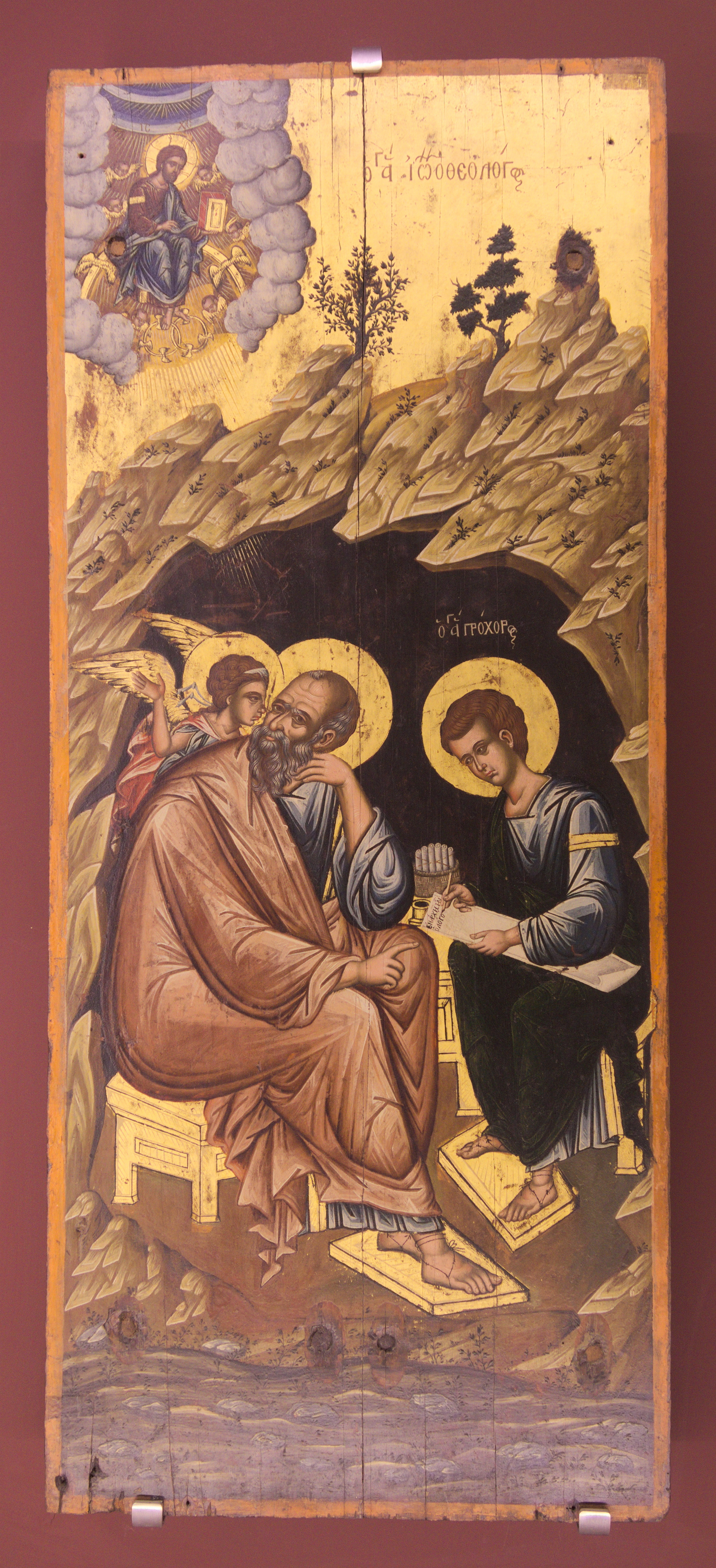
Johannes der Täufer
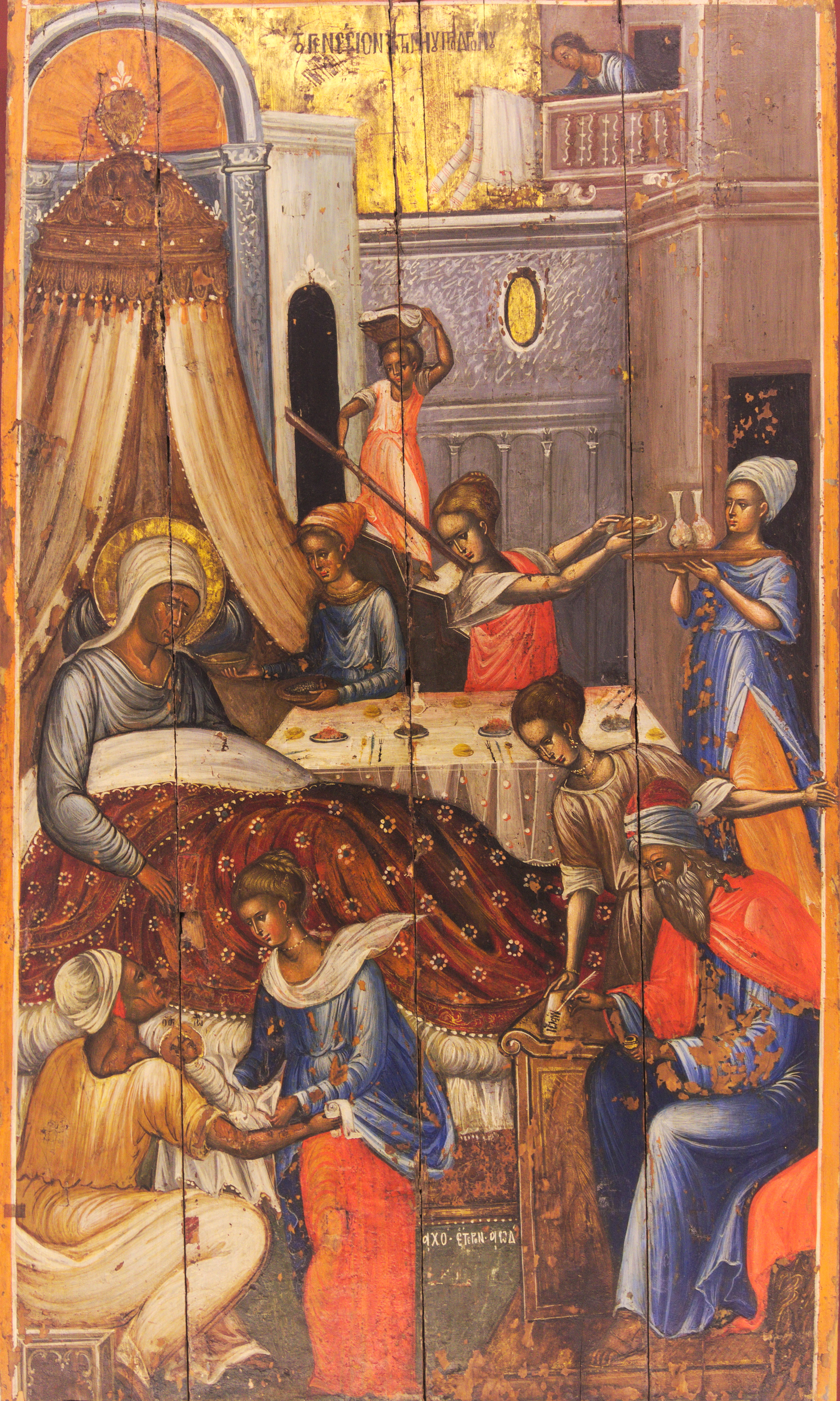
Geburt Johannes des Täufers
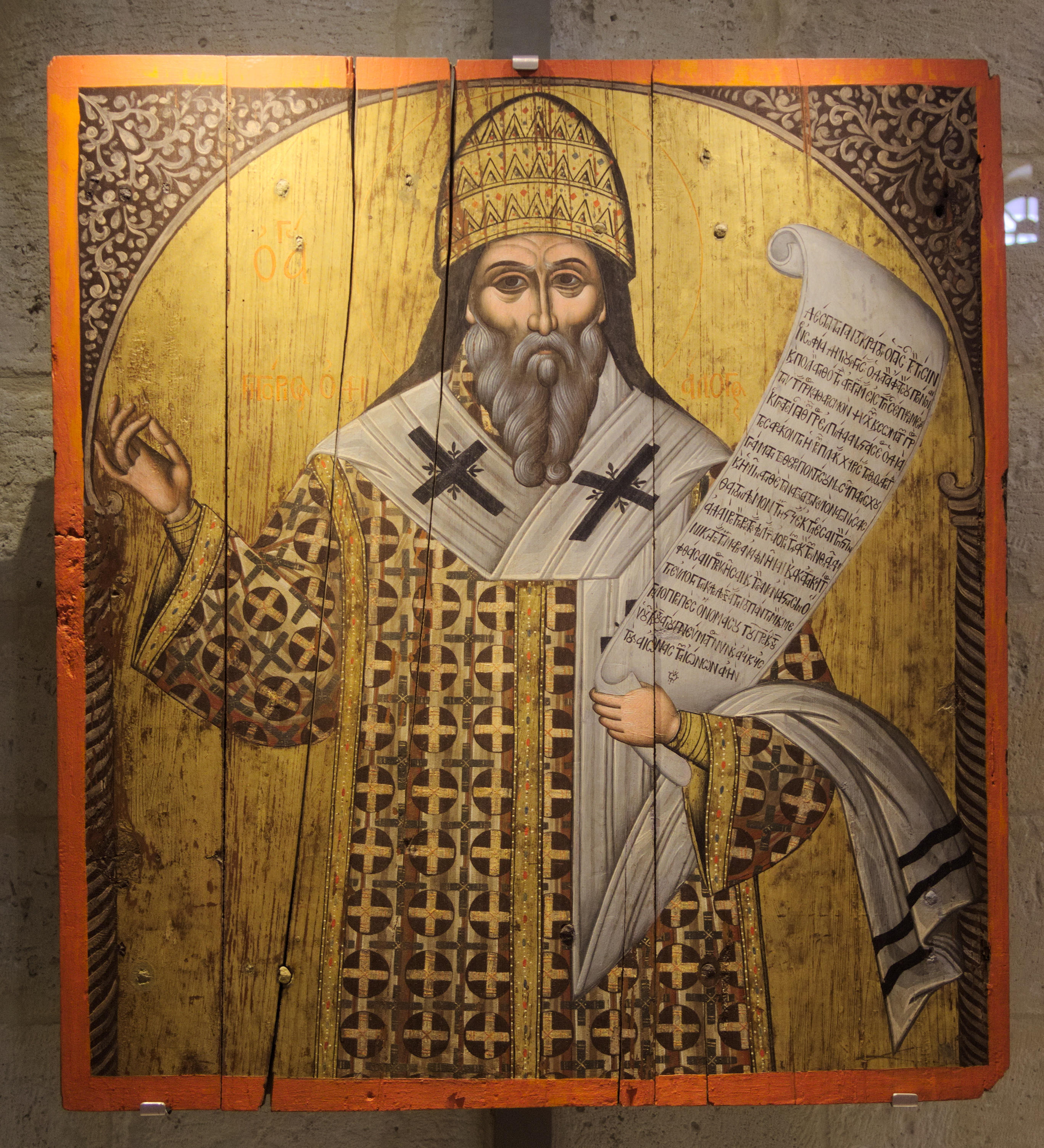
Grigorios o Dialogos
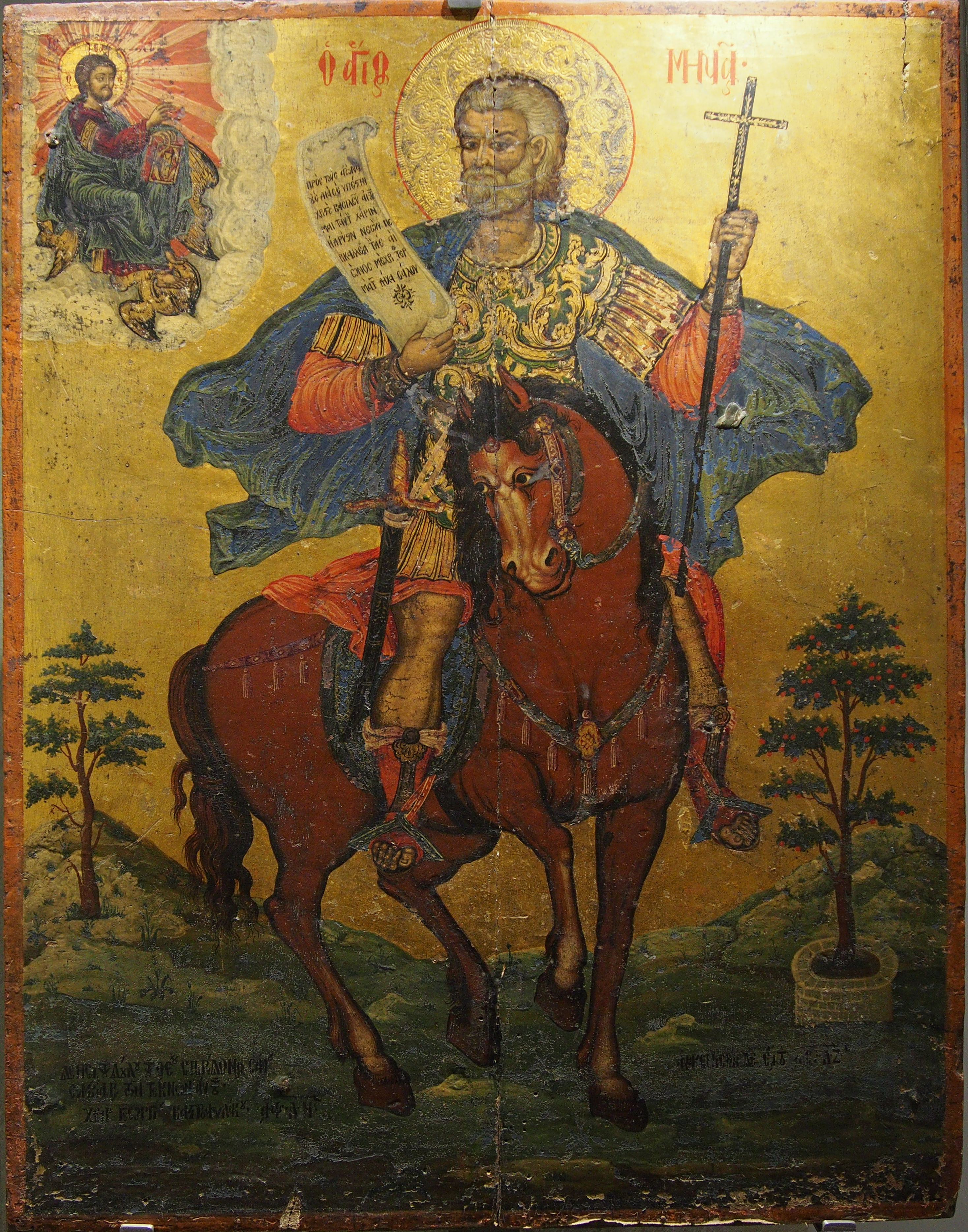
Agios Minas
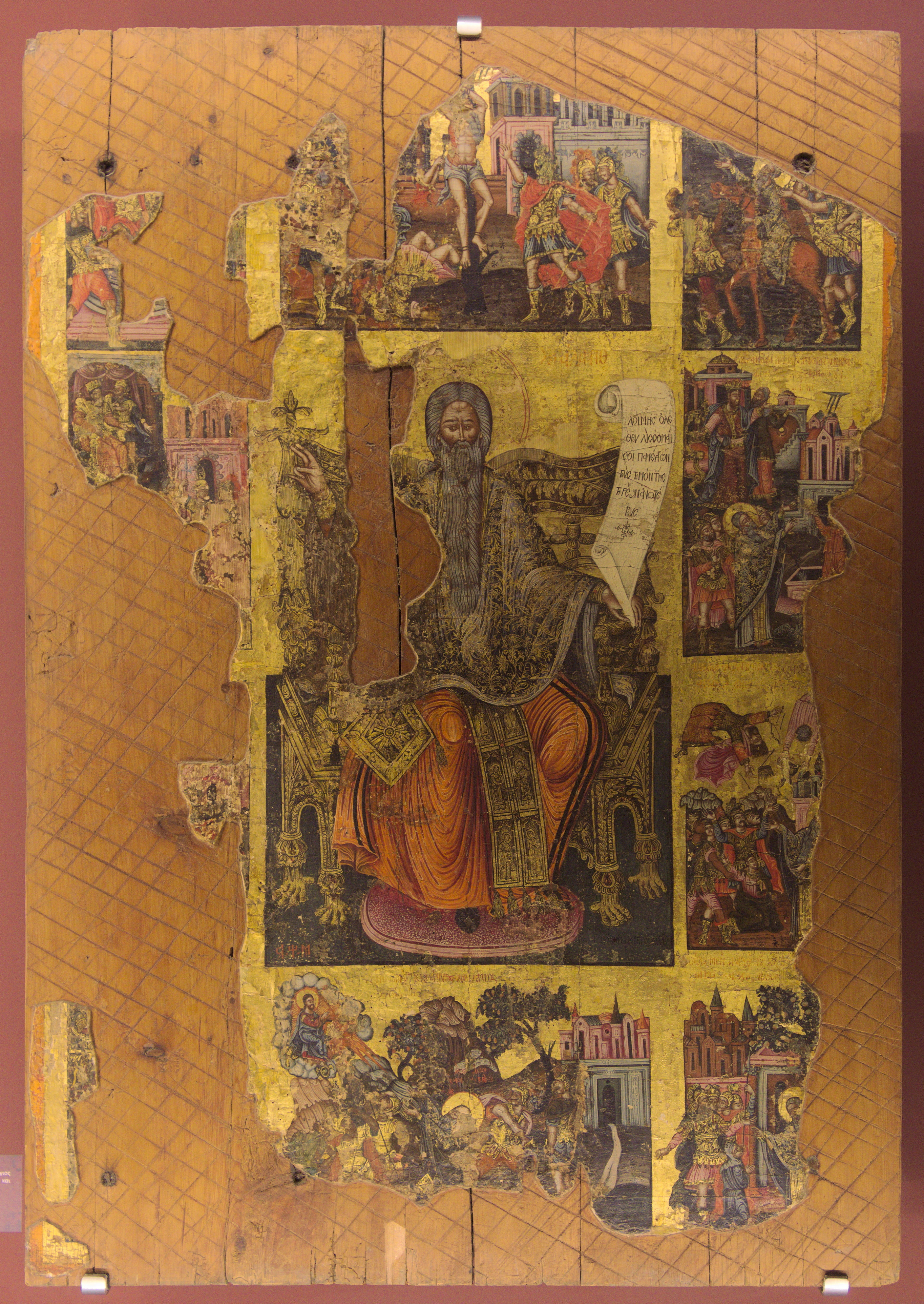
Agios Charalambos, Szenen aus seinem Leben
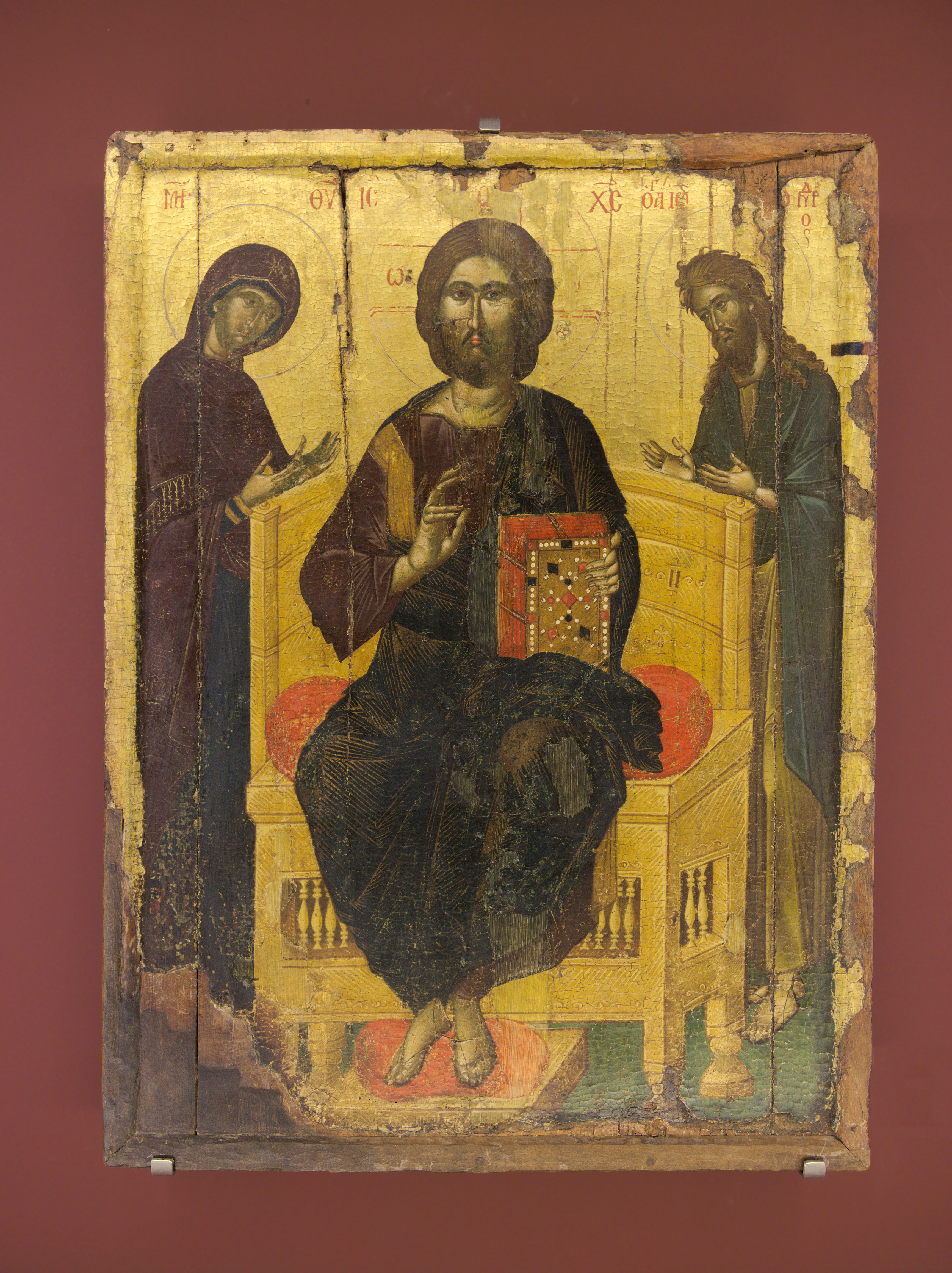
Agios Charalambos